# Laelius utilis
Laelius utilis är en stekelart som beskrevs av Cockerell 1920. Laelius utilis ingår i släktet Laelius, och familjen dvärggaddsteklar. Arten är reproducerande i Sverige.